# Alfred Krause
Alfred Krause (ur. 28 kwietnia 1930 w Dreźnie, zm. 19 listopada 2001 w Berlinie) – wschodnioniemiecki generał, szef wywiadu wojskowego NRD.

## Życiorys
Pochodzenia robotniczego. Zatrudniony jako pracownik administracyjny w Dreźnie (1944–1948). Został członkiem SED (1946). Pełnił służbę w Policji Ludowej (Volkspolizei) w Dreźnie (1948–1950). Ukończył Szkołę Policji Ludowej (Volkspolizeischule) w Torgau. Następnie został zastępcą dowódcy ds. politycznych w Szkole Politycznej (Politschule) w Berlinie-Treptow i jej kierownikiem wydziału kadr (1953-1957). Był słuchaczem w Wyższej Szkole Oficerskiej NAL (Hochschule für Offiziere der NVA) w Dreźnie, w 1959 przekształconej w Akademię Wojskową im. Friedricha Engelsa (Militärakademie „Friedrich Engels”) (łącznie w latach 1957–1962). Następnie pełnił cały szereg funkcji dowódczych – zastępcy d-cy ds. politycznych 7 zmotoryzowanego pułku strzeleckiego (Mot. Schützenregiment 7) (1962–1964), d-cy tegoż pułku (1964–1970). Studiował w Akademii Sztabu Generalnego ZSRR (Военная академия Генерального штаба Вооружённых Сил СССР имени К. Е. Ворошилова) w Moskwie (1971–1974). Pełnił funkcje – zastępcy dowódcy ds. szkoleniowych 11 Zmotoryzowanej Dywizji Strzeleckiej (11. Mot. Schützendivision) w Halle (Saale) (1974), był jej dowódcą (1974–1977), zastępcą szefa i szefem sztabu III Okręgu Wojskowego w Lipsku, szefem inspekcji administracyjnej w Ministerstwie Obrony Narodowej (1980-1982), szefem administracji wywiadu w MON (1982–1989), które przekształcono w centrum informacyjne (Informationszentrum) MON oraz Ministerstwa Rozbrojenia i Obrony (1989–1990). Zwolniony ze służby w 1990.

## Awanse
- generał major (1977)
- generał porucznik (1986)